# Keith Oakes
Keith Oakes (Bedworth, 3 luglio 1956) è un ex calciatore inglese, di ruolo attaccante.

## Carriera
Inizia a giocare con i semiprofessionisti del Bedworth Utd, club della sua città natale, per poi nel 1972, all'età di 16 anni, trasferirsi al Peterborough Utd, club della quarta divisione inglese, con cui in seguito esordisce tra i professionisti, vincendo anche la Fourth Division 1973-1974 e giocando poi in terza divisione fino al 1978 quando, dopo un totale di 61 presenze e 2 reti in partite di campionato con i Posh, si trasferisce al Newport County, club gallese militante nella quarta divisione inglese. Rimane nella rosa degli Exiles per un totale di sei stagioni, le prime due in quarta divisione e le successive quattro in terza divisione, per un totale di 232 presenze e 27 reti in incontri di campionato; nella stagione 1979-1980 vince peraltro la Coppa del Galles (primo ed unico successo del club nella sua storia in tale trofeo), partecipando così alla Coppa delle Coppe 1980-1981, competizione nella quale il Newport County raggiunge i quarti di finale e nella quale Oakes gioca in totale 6 partite (ovvero tutte quelle disputate dal club nella competizione); durante la sua militanza nel club gallese segna in totale 27 reti in 232 presenze in partite di campionato. Dal 1984 al 1986 fa invece parte della rosa del Gillingham, club con il quale mette a segno in totale 7 reti in 86 presenze in terza divisione; passa quindi al Fulham, con cui gioca per altre due stagioni in questa stessa categoria (nella quale i Cottagers erano appena retrocessi) per un totale di 76 presenze e 3 reti. Fa quindi ritorno al Peterborough United, con cui rimane per un quadriennio (arrivando quindi a complessive dieci stagioni di militanza nel club), trascorso quasi integralmente in quarta divisione (ma con due promozioni consecutive dalla quarta alla terza divisione tra il 1990 ed il 1992, anno in cui peraltro lascia il club), con un bilancio totale di 97 presenze e 7 reti in incontri di campionato; si ritira definitivamente nel 1993, all'età di 37 anni, dopo un'ultima stagione trascorsa con i semiprofessionisti del Boston Utd.
In carriera ha totalizzato complessivamente 552 presenze e 46 reti nei campionati della Football League (tutte fra terza e quarta divisione).

## Palmarès

### Club

#### Competizioni nazionali
- Campionato inglese di quarta divisione: 1

Peterborough United: 1973-1974
- Coppa del Galles: 1

Newport County: 1979-1980